# Dactylis
Dactylis és un gènere de plantes de la família de les poàcies, ordre de les poals, subclasse de les commelínides, classe de les liliòpsides, divisió dels magnoliofitins. El gènere s'ha tractat com que contenia només una sola espècie D. glomerata per molts autors, el tractament de la variació biomètrica en el gènere es produeix només a nivell de subespècies dins de D. glomerata, però més recentment, hi ha hagut una tendència per acceptar dues espècies, mentre que alguns autors accepten fins i tot més espècies en el gènere, en particular les espècies endèmiques insulars en Macaronèsia.

## Referències

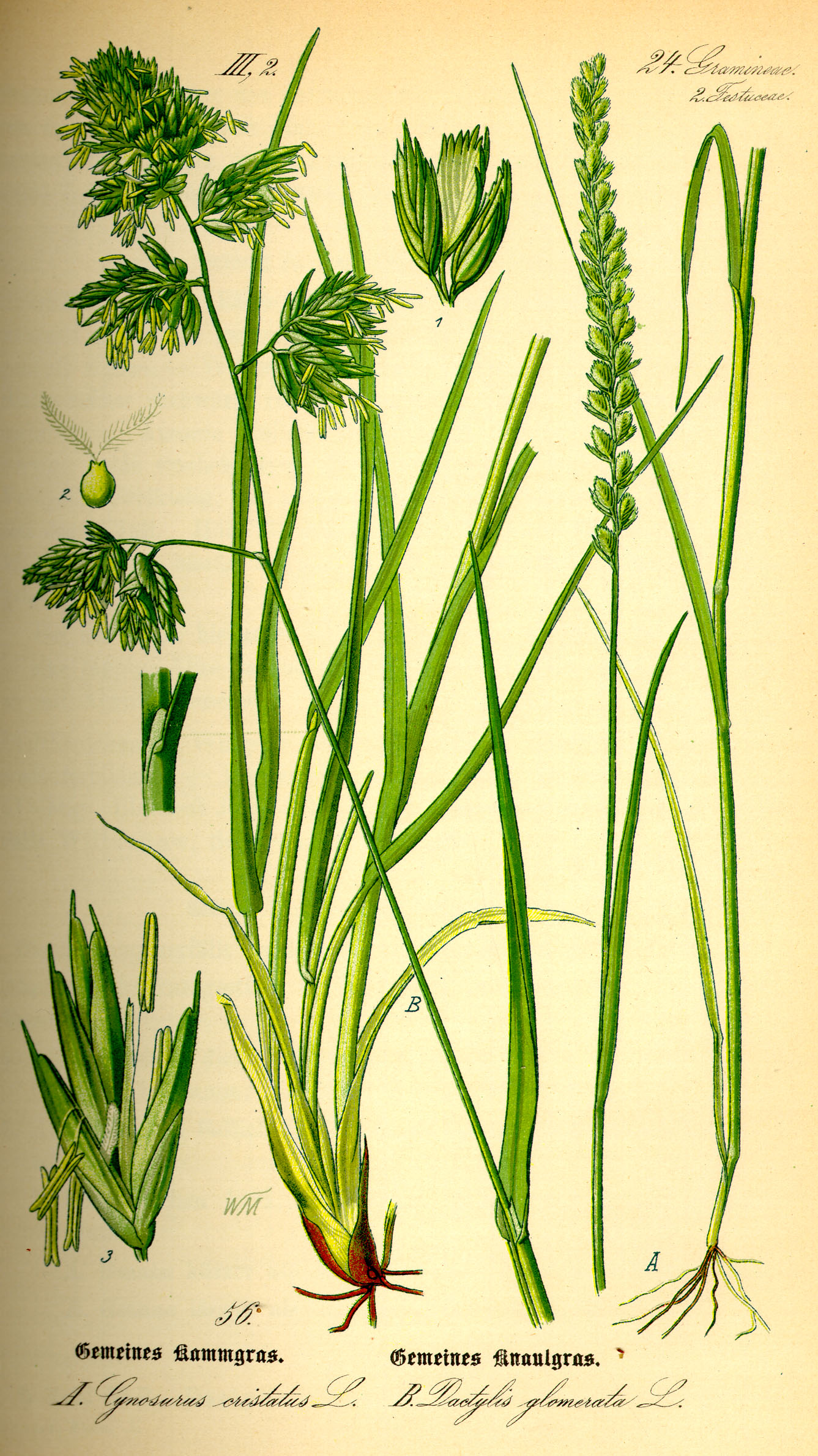
Dactylis glomerata (esquerra) i Cynosurus cristatus (dreta)
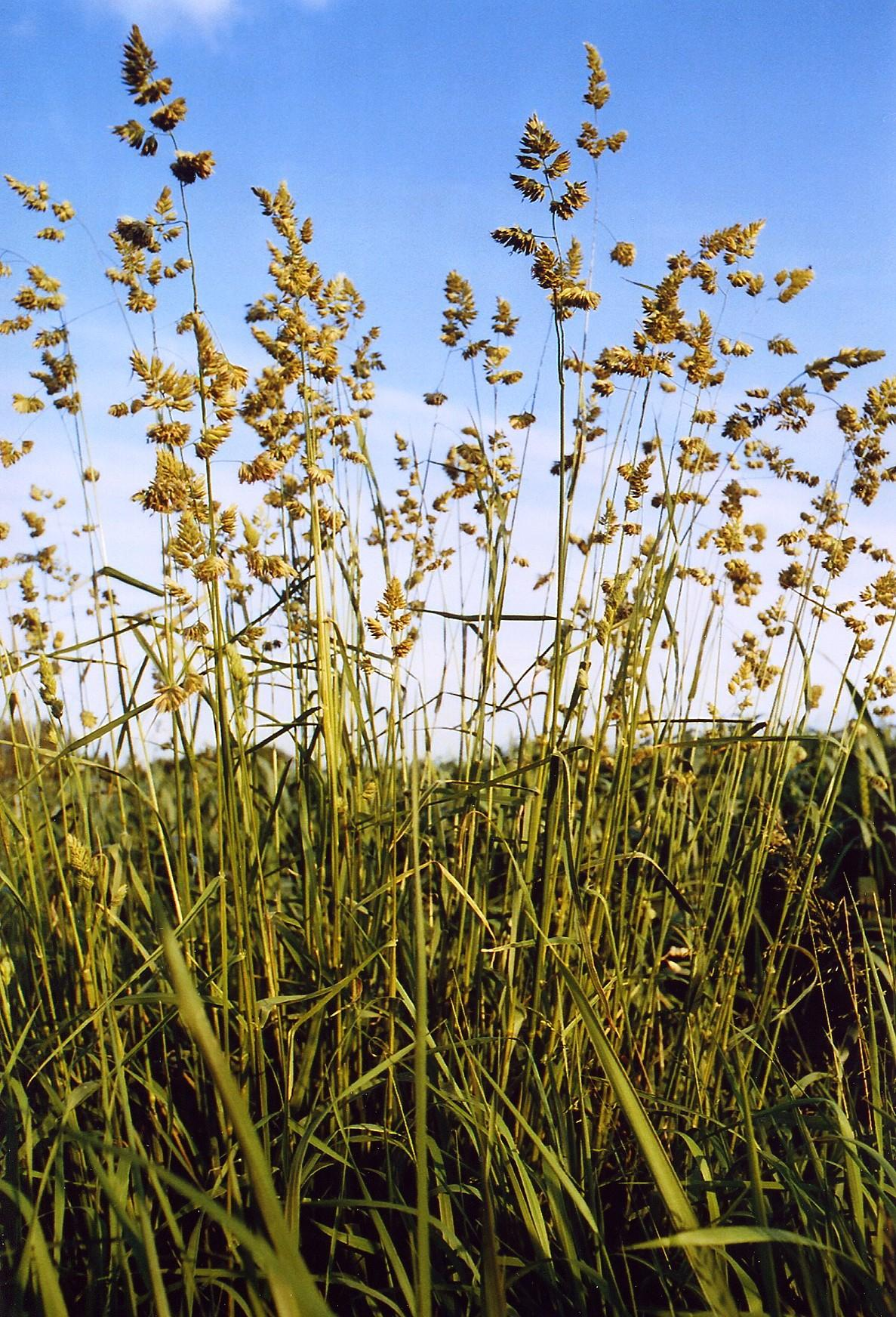
Espigues al nord d'Alemanya al mes de juliol
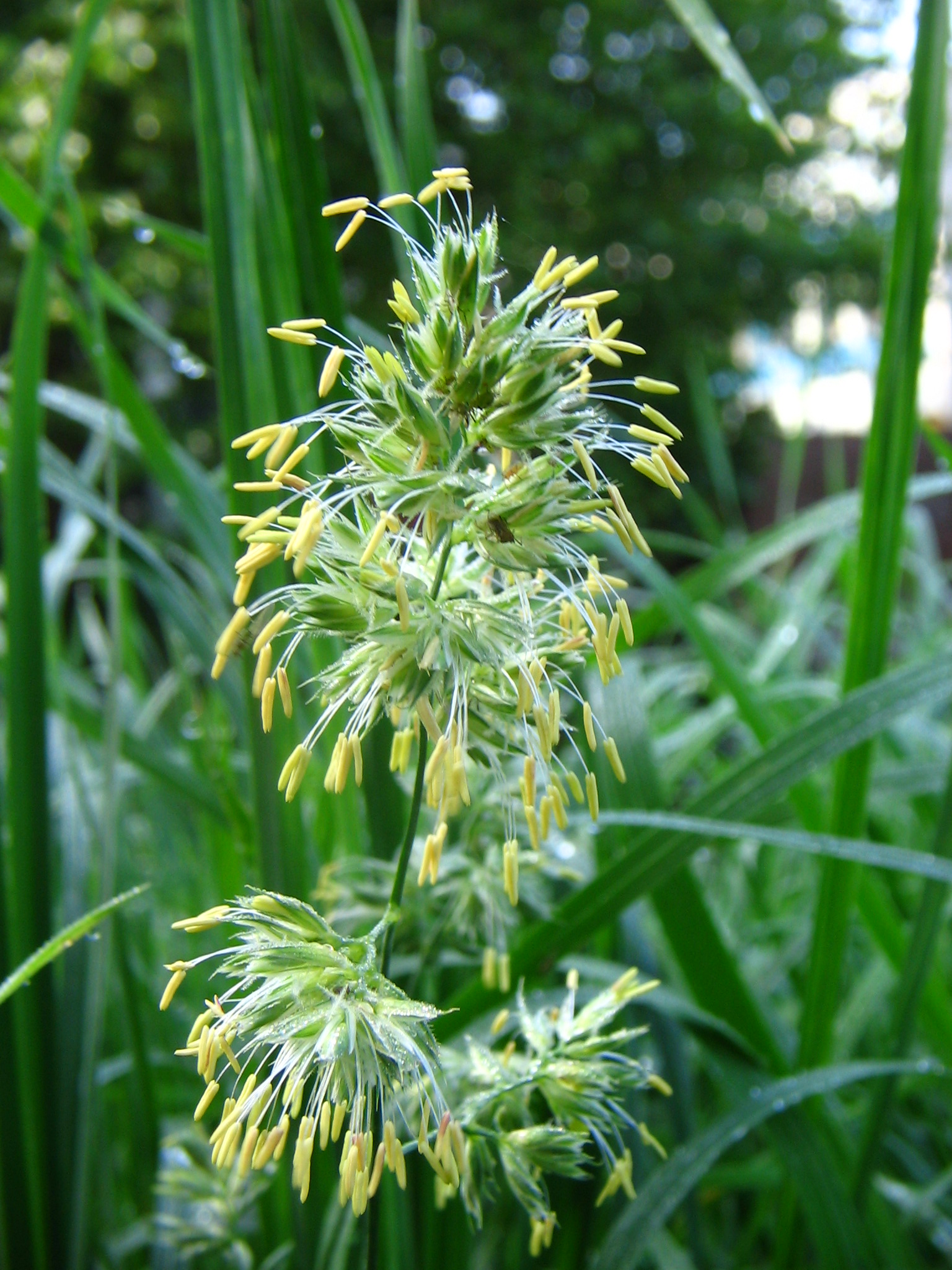
Espiguetes al mes de juliol a Utrecht. Noteu com els estams surten clarament de l'espigueta
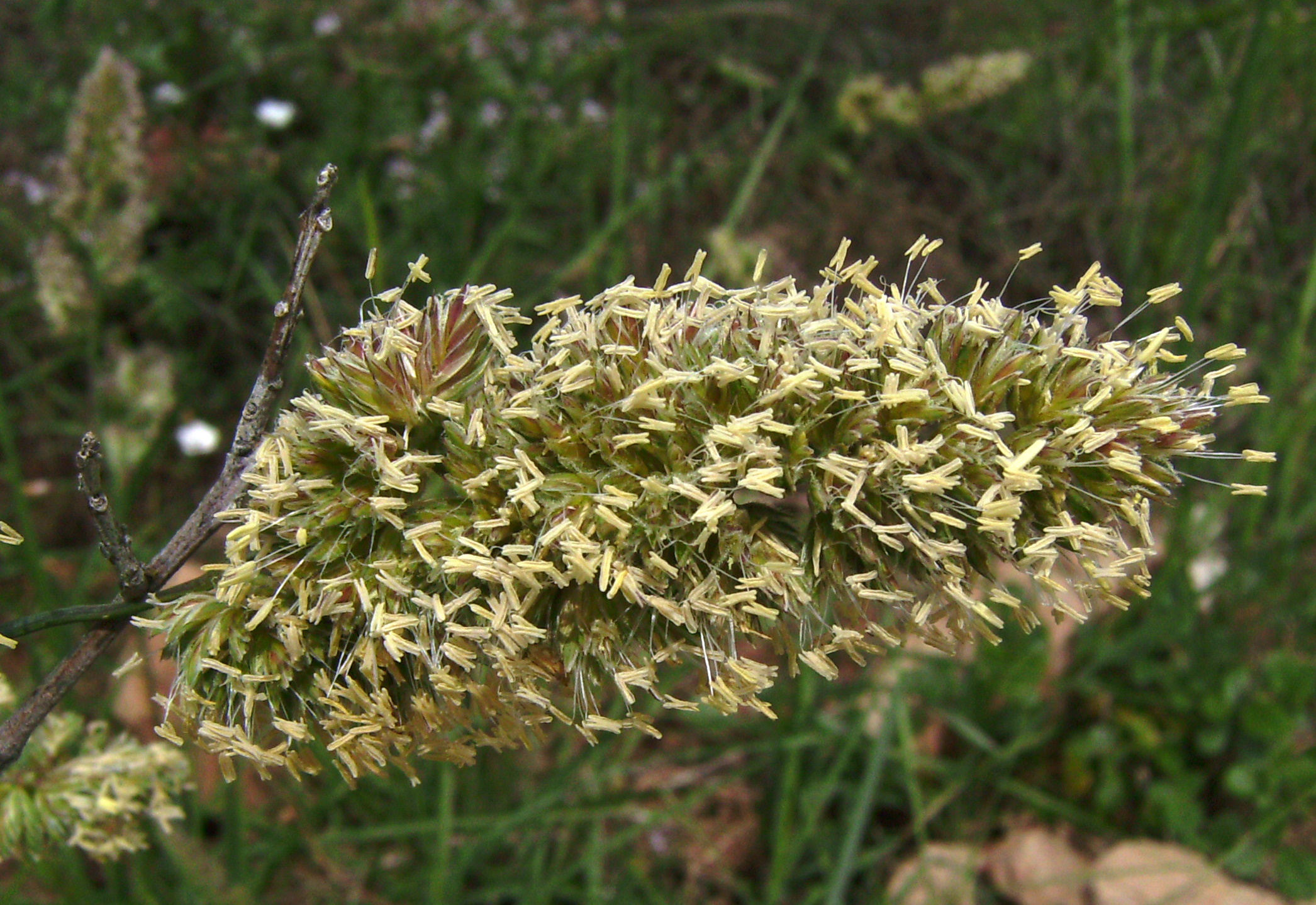
Floració d'una panícula